# Gymnastes latifuscus
Gymnastes latifuscus är en tvåvingeart som beskrevs av Alexander 1967. Gymnastes latifuscus ingår i släktet Gymnastes och familjen småharkrankar. Inga underarter finns listade i Catalogue of Life.